# دييغو روسيند
دييغو روسيند (بالإسبانية: Diego Rosende)‏ (11 فبراير 1986 بسانتياغو في تشيلي - ) هو مدرب كرة قدم ولاعب كرة قدم تشيلي في مركز الوسط. لعب مع نادي أونيفرسيداد كاتوليكا ونادي بالستينو ويونيون إسبانيولا ونادي كوكيمبو أونيدو ولاسيرينا.

## روابط خارجية
- دييغو روسيند على موقع قاعدة بيانات كرة القدم.إي يو (الإنجليزية)
- دييغو روسيند على موقع Soccerway.com (الإنجليزية)
- دييغو روسيند على موقع AS.com (الإسبانية)